# Carla Suárez Navarro

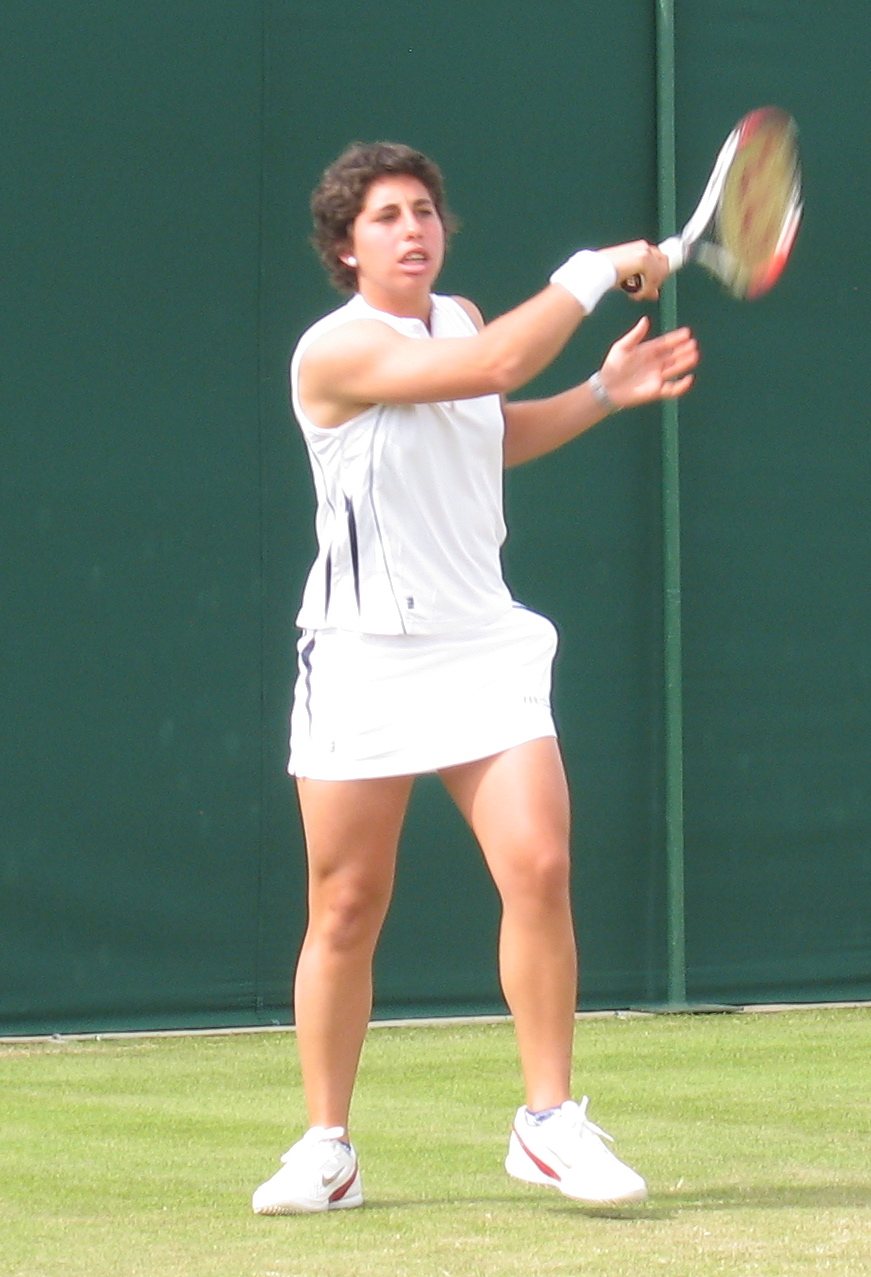
Carla Suárez Navarro.

Carla Suárez Navarro (Las Palmas de Gran Canària, Espanya, 3 de setembre de 1988) és una jugadora de tennis professional espanyola retirada. Resident a Barcelona, el seu club fou el CT Barcino, la terra batuda és la seva superfície preferida i el revés creuat el seu millor cop.
Va guanyar un total de dos títols individuals i tres en dobles femenins, que li van permetre abastar els llocs sisè i onzè dels rànquings respectius. Va formar part de l'equip espanyols de la Copa Federació en diverses ocasions.
En el setembre de 2020 se li va diagnosticar el limfoma de Hodgkin, pocs mesos després d'anunciar la seva retirada del tennis. L'any següent va declarar que havia superat el càncer i que retornava al circuit per poder acomiadar-se del tennis jugant.

## Carrera professional
Aquesta exalumna de la Heidelberg Schule va debutar professionalment el 2003 i començà a disputar tornejos del circuit professional WTA el 2008, després que en anys anteriors haguera assolit vèncer en diversos tornejos del circuit ITF, 6 en individuals i 2 en dobles. Carla Suárez ja destacà en categories inferiors, on fou Campiona d'Espanya infantil el 2002, subcampiona d'Europa sub-16 el 2004, i Campiona d'Espanya junior i Campiona d'Europa junior el 2006. I el 2007 s'havia traslladat a Barcelona per entrenar a la Pro-AB Team Tennis Academy.
El seu debut en un Grand Slam es produí en el Roland Garros de 2008, on arribà als quarts de final, caient davant la sèrbia Jelena Jankovic. Carla provenia de la fase prèvia i va arribar a vèncer jugadores com la francesa Amélie Mauresmo. La seva participació en els restants tornejos de Gran Slam de 2008 va ser més discreta, caient en segona ronda del Torneig de Wimbledon de nou davant Jelena Jankovic i en primera ronda de l'Obert dels Estats Units davant la russa Kleibànova. Així i tot, els seus bons resultats li van permetre debutar amb l'equip espanyol de Copa Federació. En l'eliminatòria de quarts de final davant Itàlia va jugar els dobles al costat de Núria Llagostera, perdent davant la parella italiana formada per Tathiana Garbin i Sara Errani, mentre que en semifinals davant Xina va vèncer en el seu primer partit d'individuals davant Shuai Peng, però va perdre el segon davant Jie Zheng.
Ha estat finalista a New Haven, Anvers, Miami, Roma, Acapulco, Estoril, Fes i Marbella. En el seu palmarès cal destacar les seves victòries en dobles amb Muguruza a Birmingham, Tòquio i Stanford.
En els Jocs Olímpics de Pequín 2008, va representar Espanya en la competició d'individuals, sent eliminada en primera ronda per la tennista xinesa Shuai Peng. També va ser olímpica a Londres i Rio, a més de finalista en els tornejos Grand Slam de França, Estats Units i Austràlia.
Ha guanyat dos títols WTAː Torneig de Portugal 2014 i Torneig de Doha 2016. Ha jugat onze vegades a Roland Garros i ha arribat als quarts de final en dues oportunitats: 2008 i 2014.
Al desembre de 2019 anunciava que encarava l'última temporada de la seva carrera esportiva com a professional.

## Problemes de salut superats
Després d'haver estat 6a del rànquing de l'ATP el febrer de 2016, el setembre de 2020 va anunciar que patia limfoma de Hodgkin, un càncer que afecta el sistema limfàtic, i que es disposava a seguir el tractament pertinent.
Sis mesos després, al juny de 2021, quan ja feia disset mesos que no competia oficialment en un certamen –des de febrer de 2020 en el torneig de Doha–, retornava ja curada a les pistes i ho feia precisament al torneig de Roland Garros, al qual seguiria el Torneig de Wimbledon.

## Palmarès

### Individual: 11 (2−9)
| Llegenda                                  |
| ----------------------------------------- |
| Grand Slam (0−0)                          |
| WTA Tour Championships / WTA Finals (0−0) |
| Premier Mandatory (0−1)                   |
| Premier 5 (1−1)                           |
| Premier (0−2)                             |
| International (1−5)                       |

| Títols per superfície |
| --------------------- |
| Dura (1−3)            |
| Gespa (0−0)           |
| Terra batuda (1−6)    |

| Resultat   | Núm. | Data                 | Torneig                 | Superfície   | Oponent             | Marcador         |
| ---------- | ---- | -------------------- | ----------------------- | ------------ | ------------------- | ---------------- |
| Finalista  | 1.   | 12 d'abril de 2009   | Marbella, Espanya       | Terra batuda | Jelena Janković     | 3−6, 6−3, 3−6    |
| Finalista  | 2.   | 11 d'abril de 2010   | Marbella (2)            | Terra batuda | Flavia Pennetta     | 2−6, 6−4, 3−6    |
| Finalista  | 3.   | 6 de maig de 2012    | Estoril, Portugal       | Terra batuda | Kaia Kanepi         | 6−3, 6−7(6), 4−6 |
| Finalista  | 4    | 3 de març de 2013    | Acapulco, Mèxic         | Terra batuda | Sara Errani         | 0−6, 4−6         |
| Finalista  | 5.   | 5 de maig de 2013    | Estoril (2)             | Terra batuda | A. Pavliutxénkova   | 5−7, 2−6         |
| Guanyadora | 1.   | 4 de maig de 2014    | Estoril                 | Terra batuda | Svetlana Kuznetsova | 6−4, 3−6, 6−4    |
| Finalista  | 6.   | 15 de febrer de 2015 | Anvers, Bèlgica         | Dura         | Andrea Petkovic     | Renúncia         |
| Finalista  | 7.   | 5 d'abril de 2015    | Miami, Estats Units     | Dura         | Serena Williams     | 2−6, 0−6         |
| Finalista  | 8.   | 17 de maig de 2015   | Roma, Itàlia            | Terra batuda | Maria Xaràpova      | 6−4, 5−7, 1−6    |
| Guanyadora | 2.   | 27 de febrer de 2016 | Doha, Qatar             | Dura         | Jeļena Ostapenko    | 1−6, 6−4, 6−4    |
| Finalista  | 9.   | 25 d'agost de 2018   | New Haven, Estats Units | Dura         | Arina Sabalenka     | 1−6, 4−6         |

### Dobles femenins: 9 (3−6)
| Llegenda                                  |
| ----------------------------------------- |
| Grand Slam (0−0)                          |
| WTA Tour Championships / WTA Finals (0−1) |
| Premier Mandatory (0−2)                   |
| Premier 5 (0−2)                           |
| Premier (3−1)                             |
| International (0−0)                       |

| Títols per superfície |
| --------------------- |
| Dura (2−4)            |
| Gespa (1−0)           |
| Terra batuda (0−2)    |

| Resultat   | Núm. | Data                   | Torneig                    | Superfície   | Parella          | Oponents                           | Marcador            |
| ---------- | ---- | ---------------------- | -------------------------- | ------------ | ---------------- | ---------------------------------- | ------------------- |
| Finalista  | 1.   | 11 de maig de 2014     | Madrid, Espanya            | Terra batuda | Garbiñe Muguruza | Sara Errani Roberta Vinci          | 4−6, 3−6            |
| Guanyadora | 1.   | 3 d'agost de 2014      | Stanford, Estats Units     | Dura         | Garbiñe Muguruza | Paula Kania Kateřina Siniaková     | 6−2, 4−6, [10−5]    |
| Finalista  | 2.   | 21 de setembre de 2014 | Tòquio, Japó               | Dura         | Garbiñe Muguruza | Cara Black Sania Mirza             | 2−6, 5−7            |
| Finalista  | 3.   | 21 de febrer de 2015   | Dubai, Emirats Àrabs Units | Dura         | Garbiñe Muguruza | Tímea Babos Kristina Mladenovic    | 3−6, 2−6            |
| Finalista  | 4.   | 10 de maig de 2015     | Madrid (2)                 | Terra batuda | Garbiñe Muguruza | Casey Dellacqua Yaroslava Shvedova | 3−6, 7−6(4), [5−10] |
| Guanyadora | 2.   | 21 de juny de 2015     | Birmingham, Regne Unit     | Gespa        | Garbiñe Muguruza | Andrea Hlaváčková Lucie Hradecká   | 6−4, 6−4            |
| Guanyadora | 3.   | 27 de setembre de 2015 | Tòquio                     | Dura         | Garbiñe Muguruza | Chan Yung-jan Chan Hao-ching       | 7−5, 6−1            |
| Finalista  | 5.   | 1 de novembre de 2015  | WTA Finals, Singapur       | Dura         | Garbiñe Muguruza | Martina Hingis Sania Mirza         | 0−6, 3−6            |
| Finalista  | 6.   | 27 de febrer de 2016   | Doha, Qatar                | Dura         | Sara Errani      | Chan Yung-jan Chan Hao-ching       | 3−6, 3−6            |

## Trajectòria

### Individual
| Open d'Austràlia | A   | Q2    | QF          | 3R          | 2R          | 2R    | 3R          | 3R          | 1R          | QF    | 2R          | QF          | 2R          | 2R          | A   | 0 / 12    | 23 – 12   |
| Roland Garros | A   | QF    | 3R          | 1R          | A           | 3R    | 4R          | QF          | 3R          | 4R    | 4R          | 2R          | 3R          | A           | 1R  | 0 / 12    | 26 – 12   |
| Wimbledon | A   | 2R    | 3R          | A           | Q2          | 1R    | 4R          | 2R          | 1R          | 4R    | 2R          | 3R          | 4R          | NC          | 1R  | 0 / 11    | 16 – 11   |
| US Open | Q2  | 1R    | 2R          | 1R          | 4R          | 2R    | QF          | 3R          | 1R          | 4R    | 4R          | QF          | 1R          | A           | 1R  | 0 / 13    | 21 – 13   |
| Jocs Olímpics | NC  | 1R    | No celebrat | No celebrat | No celebrat | 2R    | No celebrat | No celebrat | No celebrat | 3R    | No celebrat | No celebrat | No celebrat | No celebrat | 2R  | 0 / 4     | 4 – 4     |
| WTA Elite Trophy | NC  | NC    | A           | A           | A           | A     | A           | SF          | RR          | A     | A           | A           | A           | NC          | NC  | 0 / 2     | 3 – 2     |
| Total Victòries−Derrotes | 0−0 | 14−14 | 29−27       | 22−14       | 16−13       | 25−26 | 43−26       | 51−25       | 41−24       | 39−21 | 26−23       | 27−21       | 18−18       | 4−3         | 1−5 | 356 – 260 | 356 – 260 |
| Rànquing a final d'any | 169 | 50    | 34          | 57          | 56          | 34    | 17          | 18          | 13          | 12    | 40          | 23          | 55          | 84          | −   |           |           |
| Llegenda: G: Guanyadora; F: Finalista; SF: Semifinalista; QF: Quarts de final; Q: Qualificació; A: Absent; RR: Round Robin; |     |       |             |             |             |       |             |             |             |       |             |             |             |             |     |           |           |

### Dobles femenins
| Open d'Austràlia | A   | 1R          | 1R          | 1R          | 2R  | QF          | A           | 2R          | A  | A           | A           | A           | A           | A  | 0 / 6 | 5 – 6 |
| Roland Garros | A   | 1R          | A           | A           | 1R  | 1R          | SF          | 1R          | A  | A           | A           | A           | A           | A  | 0 / 5 | 4 – 5 |
| Wimbledon | 1R  | 2R          | A           | A           | 2R  | 3R          | 3R          | 2R          | A  | A           | A           | A           | NC          | A  | 0 / 6 | 6 – 6 |
| US Open | 1R  | 2R          | A           | 1R          | 2R  | 1R          | 3R          | 2R          | A  | A           | A           | A           | A           | 1R | 0 / 8 | 5 – 8 |
| Jocs Olímpics | A   | No celebrat | No celebrat | No celebrat | A   | No celebrat | No celebrat | No celebrat | QF | No celebrat | No celebrat | No celebrat | No celebrat | 2R | 0 / 2 | 3 – 2 |
| WTA Finals | A   | A           | A           | A           | A   | A           | QF          | F           | A  | A           | A           | A           | NC          | NC | 0 / 2 | 3 – 3 |
| Rànquing a final d'any | 567 | 118         | 1014        | 1123        | 132 | 58          | 20          | 13          | 75 | –           | –           | 1207        | 1269        | −  |       |       |
| Llegenda: G: Guanyadora; F: Finalista; SF: Semifinalista; QF: Quarts de final; Q: Qualificació; A: Absent; RR: Round Robin; |     |             |             |             |     |             |             |             |    |             |             |             |             |    |       |       |

## Guardons
- WTA Comeback Player of the Year: 2021[8]
- Medalla d'Or de Canàries (2021)[1]